# Неклюдов, Владлен Михайлович
Владлен Михайлович Неклюдов (укр. Неклюдов Владлен Михайлович; род. 13 октября 1973, Кривой Рог, Днепропетровская область) — украинский политик, юрист. Народный депутат Украины IX созыва.

## Биография
Родился 13 октября 1973 года в городе Кривой Рог Украинской ССР. Завершил обучение на юридическом факультете Киевского национального экономического университета, затем окончил юридический факультет Одесской национальной юридической академии.
После окончания учебного заведения в 1998 году трудоустроился в прокуратуру. Занимал должность прокурора отдела надзора за соблюдением законов органами, ведущими борьбу с организованной преступностью прокуратуры Днепропетровской области. Проживал в городе Днепре. В 2015 году участвовал в конкурсе на замещение вакансии руководителя Криворожской прокуратуры № 2, однако в ходе тестирования получил низкие баллы.
Владлен Неклюдов был прокурором по резонансному делу о ДТП в Кривом Роге, которое произошло в 2018 году. В результате аварии столкнулись маршрутное такси, легковой автомобиль Mazda и автобус, погибли 8 человек, еще один человек скончался позже в больнице.
Женат, воспитывает двоих детей.

## Политическая деятельность
Кандидат и победитель от партии «Слуга народа» в народные депутаты IX созыва по списку (№ 36). С 29 августа 2019 года член фракции партии «Слуга народа».
Председатель подкомитета по вопросам деятельности органов прокуратуры Комитета по вопросам правоохранительной деятельности Верховной Рады Украины.
Член партии «Слуга народа», председатель Донецкой областной организации.

## Увлечения
Исполняет песни на трёх языках, записывает клипы. Увлекается поэзией.
Болеет за футбольный клуб Динамо Киев.